# 448 до н. е.

## Події
- 448 — консули Ларс Герміній Корітінесан (по Т. Лівію Сп. Герміній) і Тит Вергіни Целіомонтан. Обрано лише 5 трибунів, ті вибрали собі товаришів, включаючи патриціїв Сп. Тарпея і А. Атернія. Плебейський трибун Луцій Требон.[1]
- 448/7 — афінський архонт-епонім Філіск.
- Афіняни будують Довгі мури від свого міста до портового Пірея.[2]
- близько 448—446 — у Єгипті проти Артаксеркса I повстає знатний перс Багабухша. Повстання придушене. Багабухша загинув. Його син Зопір біжить до Греції.